# Neîncrederea Sfântului Toma (Rubens)

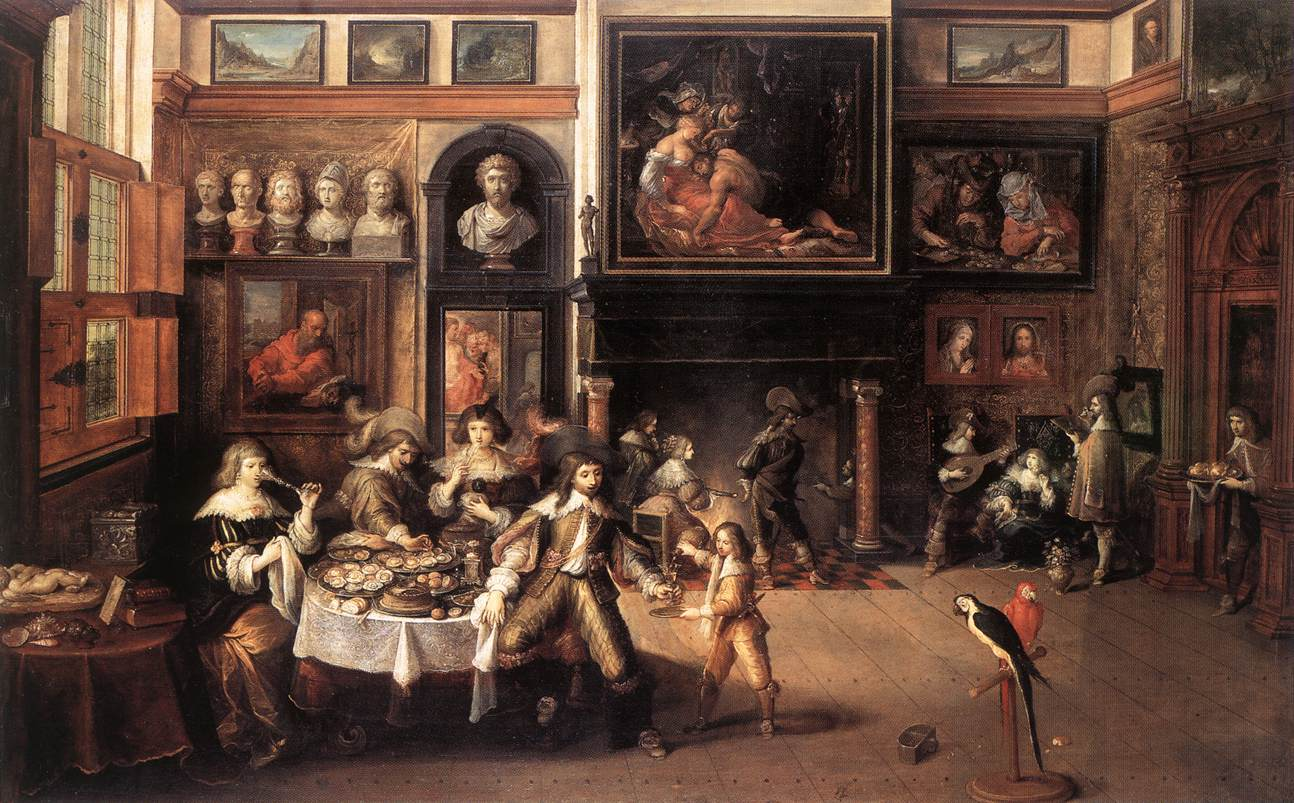
Cină la primarul Rockox, o pictură de Frans II Francken.

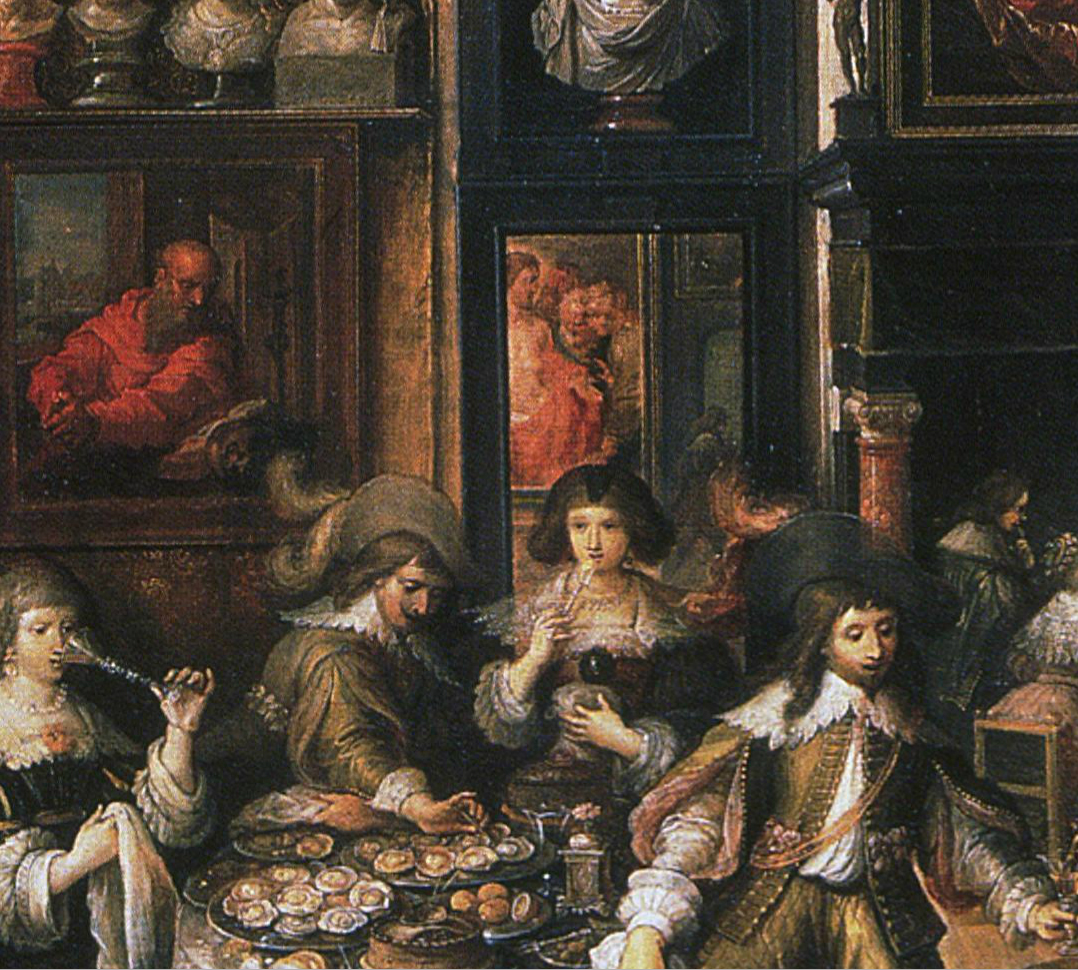
Detaliu care arată panoul central al tripticului lui Rubens pe coridor.

Neîncrederea Sfântului Toma, cunoscut și ca Tripticul Rockox, este un triptic pictat de Peter Paul Rubens între 1613 și 1615. Acesta este conservat în prezent în Muzeul Regal de Arte Frumoase din Anvers, Belgia.

## Istorie
Tripticul a fost comandat de cavalerul Nicolaas Rockox, primarul orașului Anvers, și de soția lui, Adriana Perez, pentru Capela Sfintei Fecioare Maria din biserica fraților minori din acest oraș în care a ales să fie înmormântat. Panoul central reprezintă episodul neîncrederii lui Toma din Evanghelia după Ioan XX/27; panourile laterale îl reprezintă pe solicitant și pe soția lui. Rockox a fost primar al Anversului și un prieten personal apropiat și important mecena al lui Rubens. Adriana Perez a fost nepoata unor evrei spanioli convertiți la catolicism care au sosit în Anvers la începutul secolului al XVI-lea. Pictorul englez Joshua Reynolds a constatat că, în timp ce urechea și fruntea primarului sunt executate remarcabil, portretul soției sale nu are valoare, nu este în valoare de faptul că pentru culori.
Lucrarea este datată în colțul din stânga sus al panoului din stânga. Anul a fost schimbat din „1613” în „1615”, probabil pentru că Rubens a început pictura în 1613, dar a terminat-o abia în 1615 și apoi a expus-o în Capela Fecioarei din spatele corului din biserica din Anvers. În orice caz, epitaful a fost comandat înainte de decesul patronilor. Se întâmpla adesea ca monumentele funerare să fie finalizate înainte - sau viceversa: doar la ceva timp după - un deces.
Tripticul a fost confiscat de invadatorii francezi în 1794 pentru Muzeul Luvru din Paris. În 1815, compoziția a fost returnată la Anvers și transferată la muzeul nou înființat din Anvers.

## Descriere
Panourile exterioare conțin portrete ale lui Rockox și ale soției sale ținând în mână atribute ale credinței lor: o biblie și un rozariu. Panourile exterioare înfățișează stemele celor două familii ale patronilor.
În mod tradițional, se credea că panoul central arată necredința (sau neîncrederea) lui Toma, povestea din Evanghelia după Ioan despre cum apostolul Toma a refuzat să creadă că Iisus înviat le-a apărut celorlalți apostoli până când nu a putut vedea și atinge rănile lui Iisus de pe coasta sa rezultate în urma crucificării. Această interpretare a scenei a fost susținută de asemănarea compoziției lui Rubens cu tratarea poveștii lui Toma de către Caravaggio, care îl arată pe Toma aplecându-se și introducându-și degetul în rana de pe partea laterală a lui Iisus cu o privire de neîncredere, doi bărbați din spatele său observând cu atenție scena.

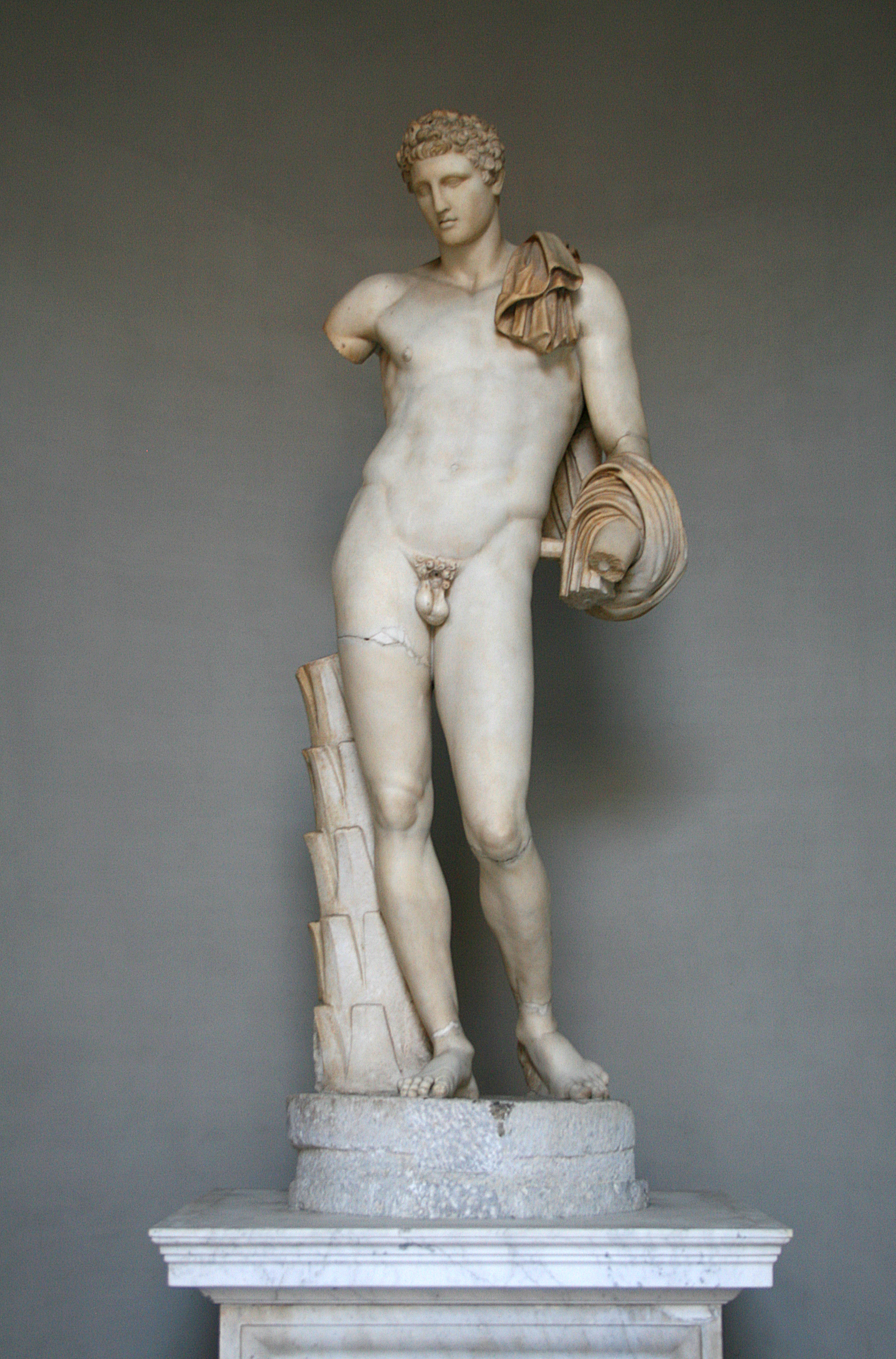
Hermes Belvedere

Studiile recente au susținut că Rubens nu a descris necredința apostolului Toma, ci mai degrabă scena primei apariții a lui Hristos în fața apostolilor din Ierusalim, așa cum este descrisă în Evanghelia după Luca 24:36-51. În această poveste, cei 11 apostoli supraviețuitori au refuzat inițial să creadă că persoana care apărea în mijlocul lor era Iisus cel înviat. Confruntat cu această necredință, Hristos le-a arătat rănile de la răstignire de pe mâinile și picioarele Sale și i-a încurajat să le atingă și să vadă cu ochii lor dovezile. Potrivit lui Luca, ucenicii nu au dat curs acestei invitații de a inspecta dovezile fizice ale morții lui Hristos. Numai după ce Hristos a consumat o masă de pește fript și un fagure de miere, ucenicii au acceptat că persoana respectivă era Hristos cel înviat.

Neîncrederea lui Toma de Caravaggio

Un argument în favoarea faptului că lucrarea lui Rubens descrie scena din Luca mai degrabă decât povestea lui Toma cel neîncrezător este că Rubens a omis în mod intenționat rana de pe partea laterală a lui Hristos, în timp ce Sfântul Toma din Caravaggio se concentrează în totalitate pe degetul lui Toma care sondează rana laterală a lui Hristos. Omisiunea lui Rubens de a menționa rana laterală sugerează că a intenționat să urmeze cu strictețe textul lui Luca, care menționează doar rănile de pe mâinile și picioarele lui Hristos, nu și rana laterală. Prin acest gest, el a subliniat, de asemenea, contradicțiile dintre diferitele relatări evanghelice ale Învierii. Acest lucru reflectă scepticismul prevalent în rândul elitei din Anvers cu privire la capacitatea de a obține certitudini, în special în ceea ce privește problemele religioase. S-a mai argumentat că această omisiune a fost intenționată de Rubens pentru a sublinia necesitatea ca adevărații credincioși (cum ar fi patronii înșiși) să facă un salt în credință atunci când acceptă adevărul Învierii lui Hristos, mai degrabă decât să caute coroborarea în dovezi fizice.
Pentru reprezentarea trupului lui Hristos, Rubens a fost probabil inspirat de celebra sculptură antică Hermes Belvedere, pe care o studiase și a cărei frumusețe și proporții le lăudase în timpul șederii sale la Roma.